# حامول مسطح الزهرة
حامول مسطح الزهرة أو حُمَّاض الأَرْنَب أو فَقَد الأَرْنَب (الاسم العلمي:Cuscuta approximata) هي نوع نباتي يتبع جنس الحامول من الفصيلة المحمودية.
هو من النباتات المتطفلة التي تقتات على نباتات أخرى.